# Dianthus turkestanicus
Dianthus turkestanicus là loài thực vật có hoa thuộc họ Cẩm chướng. Loài này được Preobr. mô tả khoa học đầu tiên năm 1915.